# 9983 Rickfienberg
9983 Rickfienberg este un asteroid din centura principală de asteroizi.

## Descriere
9983 Rickfienberg este un asteroid din centura principală de asteroizi. A fost descoperit pe 19 februarie 1995 la Sudbury de Dennis di Cicco. El prezintă o orbită caracterizată de o semiaxă mare de 2,71 ua, o excentricitate de 0,12 și o înclinație de 8,3° în raport cu ecliptica.